# Abdulaziz Othman Al-Twaijri
Abdulaziz Othman Al-Twaijri (arabisch عبد العزيز بن عثمان التويجري, DMG ʿAbd al-ʿAzīz b. ʿUṯmān at-Tuwaiǧirī; * 3. April 1950 in Riad, Saudi-Arabien) ist Generaldirektor der Islamischen Organisation für Bildung, Wissenschaft und Kultur (Islamic Educational, Scientific and Cultural Organization; Abk. ISESCO). Er lebt in Marokko.
Er war einer der 138 Unterzeichner des offenen Briefes Ein gemeinsames Wort zwischen Uns und Euch (engl. A Common Word Between Us & You), den Persönlichkeiten des Islam an „Führer christlicher Kirchen überall“ (engl. „Leaders of Christian Churches, everywhere …“) sandten (13. Oktober 2007).
2008 war er einer der muslimischen Delegationsteilnehmer des 2. Seminars des Katholisch-Muslimischen Forums.

## Videos
- youtube.com: @fordschool: Abdulaziz Othman Al-Twaijri: International Islamic Orgs. in Int. Politics (ab 20:12: über die Schwierigkeiten einer Einreise in die USA am Flughafen Detroit)
- fordschool.umich.edu: Abdulaziz Othman Al-Twaijri: International Islamic Organizations in International Politics – Gerald R. Ford School of Public Policy